# مستشفى خاص
مستشفى خاص أو مُسْتَشْفى خُصوصِيّ (بالإنجليزية: Private hospital)‏ هوَ مستشفى مَملوك مِن قبل شركة غير ربحية أو منظمة غير ربحية بتمويلٍ خاص مِن خلال دَفع ثمن الخِدمات الطِبية من قبل المَرضى أنفسهِم أو من قبل شركات التأمين أو من خلال برامج التأمين الصحي الحكومية أو من قبل السفارات الأجنبية. هذا النَوع من المُستشفيات يَتواجد بشكلٍ طبيعي في الولايات المتحدة وتشيلي وفرنسا وألمانيا وأستراليا.
تقديم المُستشفيات الخاصة الخِدمات بِطريقةٍ وِدية وَسلسة جَعلت الناس يُفضلون المُستشفيات الخاصة عن مراكز الرعاية الصحية العامة.
في المملكة المتحدة تتميز المُستشفيات الخاصة عن هيئات الخدمات الصحية الوطنية كثيرة الانتشار، وفي عام 1979 وُجد أنهُ هُناك حوالي 4000 سَرير في المُستشفيات الخاصة.